# Curcuma longispica
Curcuma longispica là một loài thực vật có hoa trong họ Gừng. Loài này được Theodoric Valeton mô tả khoa học đầu tiên năm 1918. Mẫu định danh: B. Branderhorst 234.

## Từ nguyên
Tính từ định danh longispica hay longi-spica bao gồm tính từ Latinh longus (giống cái: longa, giống trung: longum, sở hữu cách: longi) nghĩa là "dài" + danh từ Latinh spica nghĩa là "tai, bông [thóc, lúa], đầu" khi nói về bông thóc/lúa hoặc ngũ cốc họ Hòa thảo. Ở đây nó có nghĩa là cành hoa dạng bông thóc dài.

## Phân bố
Loài này có tại Daedalin, tỉnh Papua, tây nam đảo New Guinea, Indonesia. Loài này sinh sống trong rừng.

## Mô tả
Tương tự như Curcuma zedoaria, nhưng nhiều lá bắc hơn (40 trở lên). Cuống lá 15 cm, có lông tơ nhỏ mịn. Đáy 4 vảy dần lớn lên thành tổng bao. Bẹ lá dài 20 cm có lông tơ nhỏ mịn, không cuống. Phiến lá hình mác, dài 15–20 cm. Cành hoa bông thóc 22 × 6 cm. Lá bắc hoa nhiều, thuôn tròn, tù. Lá bắc mào hình elip, tù, không mấu nhọn.